# Lillsjön (Anundsjö socken, Ångermanland, 705759-161942)
Lillsjön är en sjö i Örnsköldsviks kommun i Ångermanland och ingår i Moälvens huvudavrinningsområde.